# Père la Colique

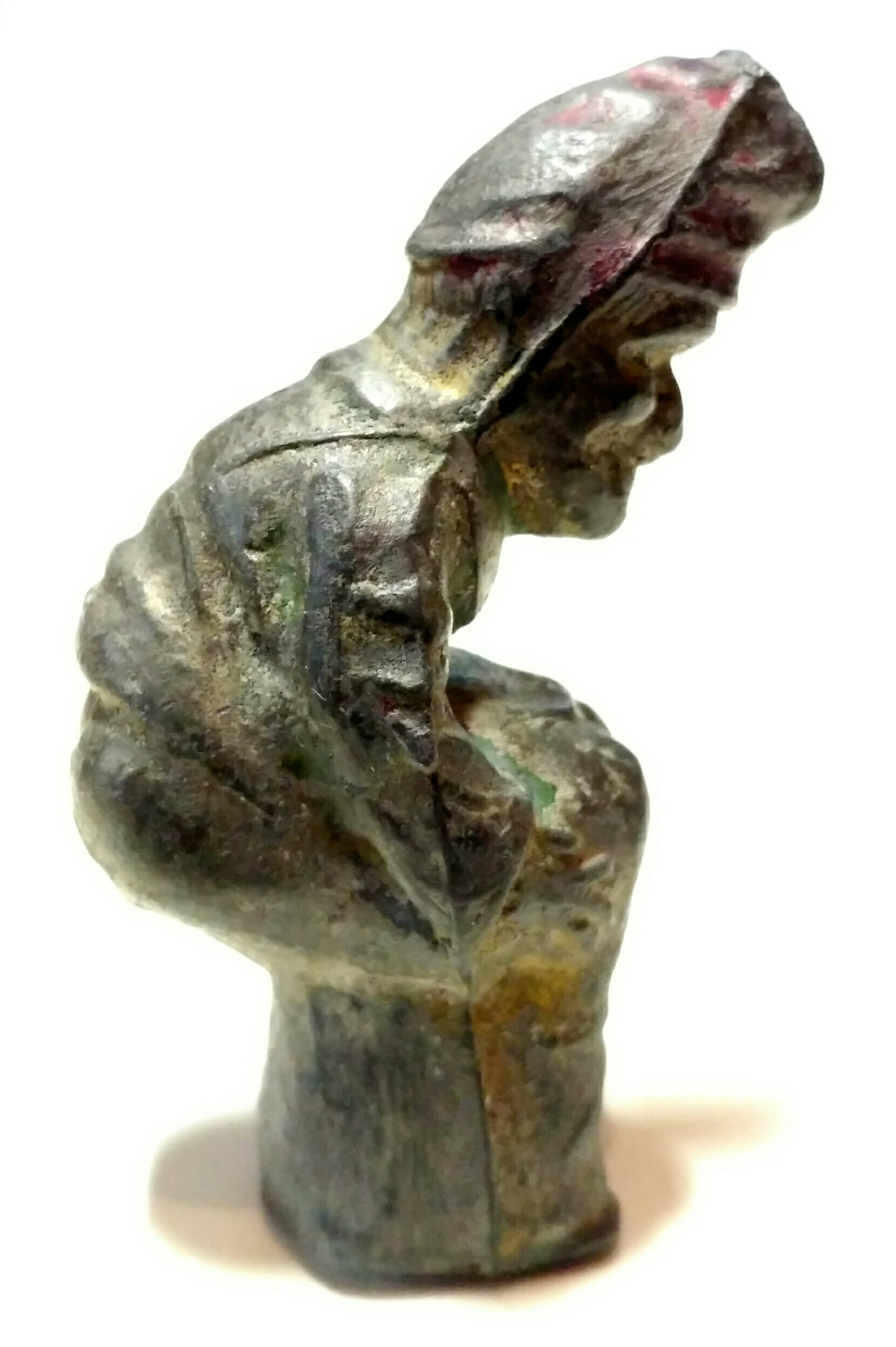
Père la Colique

Le Père la Colique est un jouet du XXe siècle (jusqu'à la fin des années 1980) qu'on trouvait dans les bureaux de tabac ou drogueries avec ses recharges. Les recharges de ce jouet, de composition chimique toxique, ne sont plus vendues en Europe.
Le Père la Colique figurait un personnage en position accroupie. On plaçait une recharge dans le trou prévu à cet effet et après l'avoir allumé, un serpentin de matière carbonée et d'aspect noir se déployait.
Il existe une variante du personnage père/mère la colique qui est un éléphant et une version plus récente sous forme de chien, Poopy Puppy[réf. nécessaire].